# Oslo Vestbanestasjon
Die Vestbanestasjonen (deutsch: Westbahnhof) oder Oslo Vestbanestasjon (deutsch: Westbahnhof Oslo) ist ein ehemaliger Bahnhof in der norwegischen Hauptstadt Oslo. Das Gebäude diente bis 1989 als Bahnhofsgebäude, im Jahr 2005 zog dort das Nobel-Friedenszentrum ein.

## Lage
Das Areal des ehemaligen Bahnhofs liegt an der Bucht Pipervika, wo sich unter anderem auch das Osloer Rathaus befindet. Die genaue Adresse ist Brynjulf Bulls plass 1. In unmittelbarer Nachbarschaft liegt auch das Konzerthaus Oslo und der Neubau des Nationalmuseums.

## Gebäude
Das Bahnhofsgebäude wurde im Jahr 1872 fertig gestellt und diente als Bahnhof an der neu eingerichteten Eisenbahnstrecke Drammenbanen. Als Architekt fungierte Georg Andreas Bull, der das Hauptgebäude im neuromanischen Stil entwarf. Die Fenster und Türen sind mit Rundbögen verziert. Von 1918 bis 1920 wurde ein von Ivar Næss entworfenes Bahnhofsgebäude gebaut, welches für den Lokalverkehr genutzt wurde. Das Hauptgebäude wurde zwischen 1952 und 1954 umgebaut. Es erhielt dabei eine neue Wartehalle.
Nach 1980 wurden die Lokalverbindungen nach Asker und Drammen weg vom Westbahnhof und unter anderem an die Oslo Sentralstasjon umgeleitet. Bis 1989 wurde der Bahnhof nur noch für Züge der Vestfold- und der Sørlandsbane genutzt, bevor der Zugverkehr dort eingestellt wurde. Aus dem Gleisbereich wurden Parkplätze gebaut, die Gebäude wurden für unterschiedliche Zwecke eingesetzt. Im Jahr 1994 wurde es unter Denkmalschutz gesetzt. In der folgenden Zeit wurden verschiedene Nutzungen geplant, bevor im Jahr 2005 das Nobel-Friedenszentrum (norwegisch: Nobels Fredssenter) einzog.